# Anthracosuchus
Anthracosuchus es un género extinto de crocodiliforme dirosáurido que vivió durante el Paleoceno de Colombia. Los restos de Anthracosuchus balrogus, la única especie conocida, provienen de la Formación Cerrejón e incluyen cuatro especímenes fósiles con cráneos parciales. Anthracosuchus difiere de otros dirosáuridos por tener un hocico muy corto (brevirrostrino), cuencas oculares muy espaciadas con protuberancias óseas alrededor de estas, y escudos óseos (osteodermos) que son gruesos y sin relieve. Es uno de los dirosáuridos más basales conocidos junto con Chenanisuchus y Cerrejonisuchus.

## Etimología
El nombre del género, Anthracosuchus significa "cocodrilo de carbón" en griego, en referencia a su hallazgo en un depósito de carbón, mientras que el nombre de la especie, balrogus proviene de los Balrog, criaturas del mundo de El Señor de los Anillos del autor J. R. R. Tolkien los cuales podían, al igual que los restos de Anthracosuchus, ser hallados en una mina.